# Church Broughton
Church Broughton est une paroisse civile et un village du Derbyshire, en Angleterre.